# 募役镇
募役镇，是中华人民共和国贵州省安顺市镇宁布依族苗族自治县下辖的一个乡镇级行政单位。
2016年1月14日，贵州省人民政府批复同意镇宁自治县部分乡镇行政区划调整，撤销募役乡建制，设置募役镇，撤乡设镇后行政区域和政府驻地不变。

## 行政区划
募役镇下辖以下地区：
募役村、发恰村、泡桐湾村、沃田村、高寨村、牛角村、长冲村、画眉孔村、吴胜堡村、克城村、桐上村、斗糯村、平桥村和木叶村。